# Soup
Soup es el segundo y último álbum de la banda que vio publicado el cantante ya fallecido Shannon Hoon, editado el 2 de octubre de 1995. Este disco es más oscuro que su predecesor, Blind Melon. Pocos días después de la publicación de este trabajo, Shannon Hoon moriría por sobredosis de cocaína el 21 de octubre de 1995, dejando a una hija recién nacida, Nico Blue.

## Lista de canciones
1. "Hello Goodbye"/"Galaxie" – 3:31
  - Contiene la pista oculta "Soup", del disco Nico, en las posteriores ediciones del disco.
  - "Hello Goodbye", la pista de introducción del álbum, es una versión rechazada y ralentizada de la intro del tema final "Lemonade", que además coincide con el final de dicha canción.
2. "2 X 4" – 4:00
3. "Vernie" – 3:15
4. "Skinned" – 1:57
5. "Toes Across the Floor" – 3:07
6. "Walk" – 2:47
7. "Dump Truck" – 3:40
8. "Car Seat (God's Presents)" – 2:42
9. "Wilt" – 2:30
10. "The Duke" – 3:37
11. "St. Andrew's Fall" – 4:12
12. "New Life" – 3:35
13. "Mouthful of Cavities" – 3:34
14. "Lemonade" – 3:37
15. "( )" - Pista oculta

## Miembros
- Shannon Hoon - Voz
- Brad Smith - Bajo
- Christopher Thorn - Guitarra
- Rogers Stevens - Guitarra
- Glen Graham - Batería
- Andy Wallace - Productor
- Steve Sisco - Ingeniero de sonido y mezclas
- Jena Kraus - Coro en "Mouthful of Cavities"

- Datos: Q5518079